# Olaf von Schilling
Olaf Baron von Schilling (* 16. September 1943 in Stralsund; † 18. Mai 2018) war ein deutscher Lagen- und Freistilschwimmer.
Der für die Wasserfreunde Wuppertal antretende und durch Heinz Hoffmann trainierte 1,87 m große Athlet erzielte seine größten Erfolge auf den kürzeren Krauldistanzen. So erzielte er mit der deutschen 4-mal-100- und 4-mal-200-Meter-Freistilstaffel der Männer 1965 einen Weltrekord.
Bei den Olympischen Spielen 1968 in Mexiko-Stadt erreichte er mit den beiden Freistilstaffeln im Finale jeweils Rang sechs. Im Einzel schied er im Semifinale über 100 Meter mit 55,9 s und über 200 Meter Freistil im Vorlauf mit 2:01,7 min aus. Bei der Schwimmeuropameisterschaften 1970 in Barcelona ersetzte er im Finale der langen Freistilstaffel Hans-Günther Vosseler und gewann im Team mit Werner Lampe, seinem seinerzeitigen Vereinskameraden Folkert Meeuw und Hans Fassnacht die Goldmedaille. Bei der Olympiade 1972 in München schaffte der hervorragende Stilist als ältester Teilnehmer der bundesdeutschen Schwimmmannschaft im Einzel über 200 Meter im Vorlauf 2:00,27 min.
Für den Gewinn der Goldmedaille bei den Europameisterschaften 1970 in Barcelona erhielt er das Silberne Lorbeerblatt.